# Aldo Ravà
Aldo Ravà (* 1. April 1879 in Venedig; † 13. Januar 1923 ebenda) war ein venezianischer Historiker und Kunsthistoriker, der sich vor allem mit dem 18. Jahrhundert befasste, dazu Autor sowie Kunst- und Büchersammler.

## Leben und Werk
Aldo Ravà entstammte einer Familie jüdischen Ursprungs, die zwar nicht dem Adel angehörte, aber zu den angesehensten der Stadt Venedig gehörte. Nach dem Studium der Altertumswissenschaften machte er seinen Abschluss in Jura, übte den Beruf jedoch nie aus und widmete sich seit seiner Jugend der Wissenschaft und dem Sammeln.
In Venedig lebte er im Palazzo Cavalli mit Blick auf die Rialtobrücke. Im Mai 1910 begann Ravà seine casanovianischen Studien, d. h. er befasste sich mit den Werken und den überlieferten Briefen sowie den Manuskripten Giacomo Casanovas. In der Bibliothek der Stiftung Querini Stampalia entdeckte er ein Büchlein, ein „libriccino“, von dem sich herausstellte, dass es sich um eine Ausgabe des französischsprachigen, von Casanova herausgegebenen und verfassten Messager de Thalie handelte, der in den Jahren 1780 bis 1781 wöchentlich erschien. Darin wurden die Vorstellungen einer französischen Komikertruppe beworben, die im Teatro Sant’Angelo auftrat. Ravà glaubte, den häufig als Wüstling dargestellten Casanova als kultivierten und scharfsinnigen Beobachter und Schriftsteller rehabilitieren zu können.
Sein Freund Albert Brockhaus ermutigte ihn dazu, eine Biographie des Venezianers zu verfassen und zugleich, eine Bibliographie zusammenzustellen. Ravà seinerseits bat Brockhaus, den Besitzer der Lebenserinnerungen Casanovas, der Histoire de ma vie, ihn dabei zu unterstützen. Das Projekt der beiden Freunde konnte jedoch nicht umgesetzt werden, da Brockhaus zu früh starb.
Im Sommer 1910 hielt sich Ravà dort auf, wo Casanova seine letzten Jahre als Archivar verbracht hatte, nämlich auf Schloss Dux. Er entschloss sich, die Briefe von Frauen zu veröffentlichen, die er in den immensen Hinterlassenschaften Casanovas fand. Das Werk erschien 1912, nachdem Ravà am 18. September 1910 unter dem Titel Studi casanoviani a Dux einen Artikel im Il Marzocco veröffentlicht hatte. Unter den in Dux vorgefundenen Werken waren einige von Casanova selbst verfasste, aber auch eine kleine Sammlung von Werken, die von Lorenzo Da Ponte oder Carlo Lodoli stammten, aber auch kabbalistische und Freimaurerliteratur. Diese Werke waren den Vorgängern, die gleichfalls dort recherchiert hatten, entgangen, weil sie sich in einem bis dahin unentdeckten Nebenraum der Bibliothek befanden. Die Briefe der Frauen erschienen binnen weniger Wochen auf Französisch, Italienisch und Deutsch.
Im Herbst 1911 kam es allerdings zu Spannungen mit Ravàs Verleger Treves, weil er Gabriele D’Annunzio kennen gelernt hatte. 1914 beteiligte sich Ravà führend an der Organisation der Esposizione Internazionale del Libro e d'Arte grafica in Leipzig. Auch verfasste Rava im Thieme-Becker einige Künstlerbiografien des 18. Jahrhunderts. Nach dem Krieg verfasste er eine Reihe von Artikeln über venezianische Paläste. Schon 1912 und erneut 1921 hatte er Konferenzen zu Kunstthemen des 18. Jahrhunderts organisiert, sowohl in Padua, als auch in Venedig. Dabei stand bereits seit dem ersten Jahrzehnt des Jahrhunderts das Werk des Malers Giambattista Piazzetta immer wieder im Mittelpunkt.
Während der Vorbereitungsphase des Umzugs des Museo Correr aus dem Fontego dei Turchi an den heutigen Standort am Markusplatz, beteiligte er sich 1922, obwohl bereits erkrankt, an den Neuordnungsversuchen der gewaltigen Bestände. Auch war er an einer Ausstellung zur Malerei des 17. und 18. Jahrhunderts in Florenz beteiligt. Schließlich wurde ihm der Titel eines Ispettore Onorario dei monumenti e degli scavi di Venezia übertragen.
1914 initiierte er zusammen mit Piero Foscari (1865–1923) und Antonio Pellegrini ein Theatermuseum, genauer ein Museum der arte drammatica, die spätere Casa Goldoni. Doch das Vorhaben musste wegen des Ersten Weltkrieges aufgegeben werden. 1931 wurde das dafür vorgesehene Gebäude an die Kommune vermacht. Das heutige Museum ist ausschließlich auf Carlo Goldoni ausgerichtet und eröffnete 1954 seine Pforten.
Nach dem Tod seiner Frau Violet Fenton im Juli 1959 sah ihr Testament vor, seinen Besitz an das Museo Correr zu vermachen. Ravà hatte eine Büchersammlung mit etwa 10.000 Titeln zusammengebracht.
Seine Handschriften- und Briefsammlung befindet sich heute gleichfalls im Museo Correr (Fondo Ravà). Es handelt sich um etwa 50 Manuskripte und vier buste seines Epistolariums. Dazu gehören auch die Briefe von Albert Brockhaus.

## Veröffentlichungen
- Pietro Longhi, Istituto Italiano d’Arti Grafiche, Bergamo 1909. (Digitalisat)
- Studi casanoviani a Dux, in: Il Marzocco 15, Nr. 38, 18. September 1910.
- Il fallimento di un console veneto a Trieste e una lettera di Giacomo Casanova, in: Ateneo Veneto 33 (1910) 225–233.
- Contributo alla biografia di Pietro Longhi, Rom 1911.
- Giacomo Casanova e l’abate Chiari, in: Nuovo Archivio Veneto  N. S. 21 (1911) 183–198.
- Lettere di donne a Giacomo Casanova, Mailand 1912.
  - französische Übersetzung Lettres de femmes à Casanova, Paris 1911 (Digitalisat).
- Casanova a Lugano e "La sfida andata in fumo", in: Bolletino storico della Svizzera Italiana 1–6 (1911).
- La musa dialettale di Giacomo Casanova, in: Ateneo Veneto 34 (1911) 289–300.
- mit Gustav Gugitz (Hrsg.): Frauenbriefe an Casanova. Zum ersten Mal aus dem Duxer Archiv herausgegeben (= Giacomo Casanova: Erinnerungen, 14), Georg Müller, München/Leipzig 1912.
- mit Gustav Gugitz (Hrsg.): Casanovas Briefwechsel (= Giacomo Casanova: Erinnerungen, Bd. 15), Georg Müller, München/Leipzig 1913.
- Il Camerino delle antigaglie di Gabriele Vendramin, in: Nuovo Archivio Veneto N. S. 32 (1920) 155–181.